# Conference League South 2005-2006
La Conference League South 2005-2006 è stata la 2ª edizione della seconda serie della Conference League. Rappresenta, insiema alla Conference League North, il sesto livello del calcio inglese ed il secondo del sistema "non-league". 

## Squadre partecipanti
| Squadra                | Città                                 | Stagione precedente                                             |
| ---------------------- | ------------------------------------- | --------------------------------------------------------------- |
| Basingstoke Town       | Basingstoke                           | 6º posto in Conference League South                             |
| Bishop's Stortford     | Bishop's Stortford                    | 10º posto in Conference League South                            |
| Bognor Regis Town      | Bognor Regis                          | 9º posto in Conference League South                             |
| Cambridge City         | Histon and Impington (Cambridgeshire) | 2º posto in Conference League South                             |
| Carshalton Athletic    | Londra (Carshalton)                   | 19º posto in Conference League South                            |
| Dorchester Town        | Dorchester                            | 8º posto in Conference League South                             |
| Eastbourne Borough     | Eastbourne                            | 5º posto in Conference League South                             |
| Eastleigh              | Eastleigh                             | 3º posto in Isthmian League Premier Division, promosso          |
| Farnborough Town       | Farnborough                           | 21º posto in Conference League National, retrocesso             |
| Havant & Waterlooville | Havant                                | 13º posto in Conference League South                            |
| Hayes                  | Londra (Hayes)                        | 12º posto in Conference League South                            |
| Histon                 | Histon and Impington (Cambridgeshire) | 1º posto in Southern Football League Premier Division, promosso |
| Lewes                  | Lewes                                 | 4º posto in Conference League South                             |
| Maidenhead United      | Maidenhead                            | 20º posto in Conference League South                            |
| Newport County         | Newport                               | 18º posto in Conference League South                            |
| St Albans City         | St Albans                             | 14º posto in Conference League South                            |
| Sutton United          | Londra (Sutton)                       | 15º posto in Conference League South                            |
| Thurrock               | Purfleet (Essex)                      | 3º posto in Conference League South                             |
| Welling United         | Londra (Bexley)                       | 16º posto in Conference League South                            |
| Weston-super-Mare      | Weston-super-Mare                     | 11º posto in Conference League South                            |
| Weymouth               | Weymouth                              | 7º posto in Conference League South                             |
| Yeading                | Londra (Hayes)                        | 1º posto in Isthmian League Premier Division, promosso          |

## Classifica finale
|  | Pos. | Squadra                     | Pt | G  | V  | N  | P  | GF | GS | DR  |
|  | ---- | --------------------------- | -- | -- | -- | -- | -- | -- | -- | --- |
|  | 1    | Weymouth (-4)               | 90 | 42 | 30 | 4  | 8  | 80 | 34 | +46 |
|  | 2    | St Albans City              | 86 | 42 | 27 | 5  | 10 | 94 | 47 | +47 |
|  | 3    | Farnborough Town            | 78 | 42 | 23 | 9  | 10 | 65 | 41 | +24 |
|  | 4    | Lewes                       | 73 | 42 | 21 | 10 | 11 | 78 | 57 | +21 |
|  | 5    | Histon                      | 71 | 42 | 21 | 8  | 13 | 70 | 56 | +14 |
|  | 6    | Havant & Waterlooville (-3) | 70 | 42 | 21 | 10 | 11 | 64 | 48 | +16 |
|  | 7    | Cambridge City (-3)         | 67 | 42 | 20 | 10 | 12 | 78 | 46 | +32 |
|  | 8    | Eastleigh                   | 66 | 42 | 21 | 3  | 18 | 65 | 58 | +7  |
|  | 9    | Welling Utd                 | 65 | 42 | 16 | 17 | 9  | 58 | 44 | +14 |
|  | 10   | Thurrock                    | 58 | 42 | 16 | 10 | 16 | 60 | 60 | 0   |
|  | 11   | Dorchester Town             | 55 | 42 | 16 | 7  | 19 | 60 | 72 | -12 |
|  | 12   | Bognor Regis Town           | 49 | 42 | 12 | 13 | 17 | 54 | 55 | -1  |
|  | 13   | Sutton Utd                  | 49 | 42 | 13 | 10 | 19 | 48 | 61 | -13 |
|  | 14   | Weston-super-Mare           | 49 | 42 | 14 | 7  | 21 | 57 | 88 | -31 |
|  | 15   | Bishop's Stortford          | 48 | 42 | 11 | 15 | 16 | 55 | 63 | -8  |
|  | 16   | Yeading                     | 47 | 42 | 13 | 8  | 21 | 47 | 62 | -15 |
|  | 17   | Eastbourne Borough          | 47 | 42 | 10 | 16 | 16 | 51 | 61 | -10 |
|  | 18   | Newport County              | 44 | 42 | 12 | 8  | 22 | 50 | 67 | -17 |
|  | 19   | Basingstoke Town            | 44 | 42 | 12 | 8  | 22 | 47 | 72 | -25 |
|  | 20   | Hayes                       | 42 | 42 | 11 | 9  | 22 | 47 | 60 | -13 |
|  | 21   | Carshalton Athletic         | 40 | 42 | 8  | 16 | 18 | 42 | 68 | -26 |
|  | 22   | Maidenhead Utd (-2)         | 31 | 42 | 8  | 9  | 25 | 49 | 99 | -50 |

Legenda:
      Promosso in Conference League National 2006-2007.
  Ammesso ai play-off.
      Retrocesso in Isthmian League Premier Division 2006-2007.
      Retrocesso in Southern Football League Premier Division 2006-2007.
Regolamento:
Tre punti a vittoria, uno a pareggio, zero a sconfitta.
In caso di arrivo di due o più squadre a pari punti, la graduatoria viene stilata secondo i seguenti criteri:
- differenza reti
- maggior numero di gol segnati

Note:

Il Lewes non ha partecipato ai play off per mancanza di uno stadio idoneo.
Penalizzazione:

Il 'Weymouth è stato sanzionato con 4 punti di penalizzazione.
Il Cambridge City è stato sanzionato con 3 punti di penalizzazione.
L'Havant & Waterlooville è stato sanzionato con 3 punti di penalizzazione.
Il Maidenhead United è stato sanzionato con 2 punti di penalizzazione.

## Spareggi

### Play-off

#### Tabellone
|  | Semifinali | Semifinali       | Semifinali     |        |   | Finale | Finale | Finale |  |
|  |            |                  |                |        |   |        |        |        |  |
|  | 2          | St Albans City   |                |        |   |        |        |        |  |
|  | 2          | St Albans City   |                |        |   |        |        |        |  |
|  | 5          |                  |                |        |   |        |        |        |  |
|  |            | 2                | St Albans City | 2      |   |        |        |        |  |
|  |            |                  |                | 2      |   |        |        |        |  |
|  |            |                  | 5              | Histon | 0 |        |        |        |  |
|  | 3          | Farnborough Town | 5              | Histon | 0 | 0      |        |        |  |
|  | 3          | Farnborough Town |                |        |   |        |        |        |  |
|  | 5          | Histon           | 3              |        |   |        |        |        |  |